# 陸光祚
陸光祚（1522年—1572年），字與培，號台石，又號湛庵，錦衣衛官籍浙江嘉興府平湖縣人，明朝政治人物。

## 生平
嘉靖二十二年（1543年）癸卯科順天鄉試第三名舉人。曾因冒順天府籍被彈劾，發回原籍。嘉靖三十八年（1559年）己未科二甲第一名進士（傳臚）。授兵部職方司主事，以兄陸光祖掌銓事，引疾歸。数年後起禮部精膳司主事，轉员外郎、郎中，調禮部祠祭司、儀制司郎中。隆慶年間，三疏請皇太子出閣講讀。隆慶五年（1571年）九月出為湖廣屯田副使，六年（1572年）十一月移陝西提學副使。萬曆二年（1574年）以疾卒於官。有《湛庵遺稿》。

## 家族
曾祖陸鋹，號仰山，程鄉知縣 累贈都察院右副都御史；祖父陸淞，號東濱，弘治己酉解元，南京光祿寺卿 贈都察院右副都御史；父陸杲，號胥峰，刑部主事，封祠祭司郎中；母張氏。永感下。從兄陸夢韓（工部主事）、陸美、陸照、陸夢熊，兄陸光祖（南京禮部郎中）、陸光裕（貢士），從弟陸光儒、陸光倫、陸夢龍、陸經（錦衣衛指揮使）、陸光弼（都事）、陸夢豹、陸緒（錦衣衛指揮使）、陸光宙、陸繹（錦衣衛千戶）、陸光畿（官生），弟陸光宅。
子陆基诚、陆基让。孫陆錫恩、陸錫命。曾孫陸清源。